# Koutoukalé Kado
Koutoukalé Kado (auch: Koutoukalé) ist ein Dorf in der Landgemeinde Karma in Niger.

## Geographie
Das von einem traditionellen Ortsvorsteher (chef traditionnel) geleitete Dorf liegt auf einer Insel im Fluss Niger. Es befindet sich rund sieben Kilometer westlich des Hauptorts Karma der gleichnamigen Landgemeinde, die zum Departement Kollo in der Region Tillabéri gehört. Zu den Siedlungen in der näheren Umgebung von Koutoukalé Kado zählen Koutoukalé Kourtey im Nordwesten, Koutoukalé Zéno im Nordosten, Komba Goura im Osten, Tiétiéguimé im Südosten und Hotto Koira Hondora im Süden.
Koutoukalé Kado ist Teil der Übergangszone zwischen Sahel und Sudan. Die durchschnittliche jährliche Niederschlagshöhe beträgt hier zwischen 400 und 500 mm. Eine Zählung der Wasservögel in Koutoukalé Kado im Januar 2004 ergab 559 Einzeltiere und 14 Arten.

## Geschichte
Die 374 Kilometer lange Piste von Gaya über Niamey nach Tillabéri, die durch Koutoukalé Kado führte, galt in den 1920er Jahren als einer der Hauptverkehrswege in der damaligen französischen Kolonie Niger. Sie war in diesem Abschnitt in der Trockenzeit mit Automobilen befahrbar.
Bei der Flutkatastrophe von 2010 gehörte Koutoukalé Kado zu den am schwersten getroffenen Orten in der Gemeinde Karma, in der innerhalb weniger Tage insgesamt 1436 Hektar landwirtschaftliche Nutzflächen überschwemmt wurden. Der staatliche Stromversorger NIGELEC elektrifizierte das Dorf im Jahr 2018.

## Bevölkerung
Bei der Volkszählung 2012 hatte Koutoukalé Kado 1678 Einwohner, die in 212 Haushalten lebten. Bei der Volkszählung 2001 betrug die Einwohnerzahl 887 in 113 Haushalten und bei der Volkszählung 1988 belief sich die Einwohnerzahl auf 1039 in 148 Haushalten.

## Wirtschaft und Infrastruktur
Bei Koutoukalé Kado erstreckt sich ein bewässerungsfeldwirtschaftliches Areal. Es gibt eine Schule. Diese war in den 1970er Jahren an einem groß angelegten Schulfernsehen-Projekt beteiligt, aus dem das erste nationale Fernsehprogramm der staatlichen Rundfunkanstalt ORTN hervorging. Nördlich des Dorfs steht das 2004 eröffnete Hochsicherheitsgefängnis Koutoukalé.
Mit einem Centre de Santé Intégré (CSI) ist ein Gesundheitszentrum im Ort vorhanden. Der CSI war 2016 für die Gesundheitsversorgung von über 12.300 Menschen zuständig. Nachdem es 2015 zu einer Meningitis-Epidemie mit landesweit 358 Todesfällen gekommen war, wurden im Folgejahr Tausende Menschen gegen die Krankheit geimpft, wobei Koutoukalé Kado mit über 5000 Impfungen neben Gounfara, Malbaza und Niamey eines der Zentren der Aktion des Gesundheitsministeriums war.